# Alberto Barroso Macarro
Alberto Barroso Macarro (Madrid),  8 de julio de 1994, es un jugador internacional de waterpolo, actualmente en el Club Natació Sabadell.  
Alberto Barroso, internacional absoluto con la selección española de waterpolo desde 2012, ha sido protagonista de la segunda época dorada de este deporte en nuestro país. Entre sus logros más destacados figuran la medalla de plata en el Mundial de Corea del Sur 2019, el título de Campeón de Europa en 2024 y el oro en la Superfinal de la World Cup 2023 en Los Ángeles.
Más allá de su brillante trayectoria deportiva, Alberto también ha destacado en el mundo del emprendimiento con su marca de aceite de oliva virgen extra gourmet, Raza AOVE. Reconocida por su excelencia y calidad, Raza AOVE ha logrado posicionarse en restaurantes de alta cocina tanto en España como a nivel internacional.

## Clubes
- Club Natación Ondarreta. ( España)
- Real Canoe N.C. ( España)
- Carpisa Yamamay Acquachiara. ( Italia)
- Club Natacio Sant Andreu. ( España)
- Club Natación Terrassa  ( España)
- Rari Nantes Salerno ( Italia)
- Club Natació Sabadell. ( España)

- Datos: Q42768613